# Кубок наций (футбол)
Кубок наций (англ. Nations Cup), также известный, как Турнир четырёх ассоциаций (англ. 4 Associations' Tournament) и Кельтский кубок (англ. Celtic Cup) — международный футбольный турнир среди сборных Ирландии, Северной Ирландии, Шотландии и Уэльса, проводимый каждые два года. Учреждён в 2009 году. В настоящее время соревнование спонсируется пивоваренной компанией «Carling», из-за чего носит название «Carling Nations Cup». На данный момент состоялся всего один розыгрыш 2011 года.

## История и формат турнира
В 2006 году североирландский тренер Лоури Санчес, бывший в то время наставником сборной своей страны, выступил с идеей возродить Домашний чемпионат Великобритании — турнир, проводившийся с 1884 по 1984 год среди футбольных сборных Великобритании. До 1950 года в этом соревновании играла национальная команда Ирландии. После выхода страны из британского Содружества её место заняла североирландская сборная. Санчес же предлагал провести общий турнир среди всех пяти национальных команд Британских островов.
Идея нашла поддержку в британских футбольных кругах. Сборные Ирландии, Северной Ирландии, Шотландии и Уэльса сразу подтвердили свою готовность играть в подобном соревновании. Английская национальная команда отказалась от идеи своего участия в Кубке наций из-за «перегруженного международного календаря». Однако в начале 2011 года Английская футбольная ассоциация заявила, что команда «трёх львов» постарается принять участие в Кубке наций 2013 года.
Формат турнира таков — четыре команды играют в один круг между собой. Таким образом, каждый розыгрыш Кубка вмещает шесть поединков. Соревнование проводится каждые два года в одной из стран-участниц, матчи играются в феврале и мае.
Первый турнир планировалось провести в 2009 году, однако сборные не смогли найти свободных «окон» в плотном графике квалификационного турнира к чемпионату мира 2010 года. Первый турнир прошёл в 2011 году в столице Ирландии — Дублине. Второй был запланирован на 2013 год, местом проведения должен был стать главный город Уэльса — Кардифф. Однако этот турнир так и не удалось провести.